# Arend Lijphart
Arend D'Engremont Lijphart (Apeldoorn, 17 de agosto de 1936) é um cientista político neerlandês radicado nos Estados Unidos.
Especialista em política comparada,  instituições democráticas, e etnicidade e política. É professor emérito de ciência política na Universidade da Califórnia, San Diego, Estados Unidos. Holandês de nascimento, ele passou a maior parte de sua vida profissional nos Estados Unidos, e é um cidadão norte-americano.
Lijphart é famoso por seu trabalho sobre a política consensual – ou consociacional –, isto é, sobre os mecanismos institucionais pelos quais sociedades segmentadas logram desenvolver uma democracia estável. Esse enfoque começou a ser elaborado em seu primeiro livro de impacto, The Politics of Accommodation (1968), um estudo do sistema político holandês. Posteriormente, foi expandido no conceito de consociacionalismo no livro Democracy in Plural Societies (1977). Em trabalhos mais recentes, Lijphart passou a preferir o termo "consensual", em vez de consociacional. Sua ênfase teórica, porém, continua a mesma.
Livros de Lijphart em Português
- Modelos de Democracia (tradução de Roberto Franco) Rio de Janeiro: Civilização Brasileira, 2003 (o original em inglês é de 1999).

- As Democracias Contemporâneas (tradução de Alexandre Correira e Francisca Bagio) Lisboa: Gradiva, 1989 (o original em inglês é de 1984).